# Pieter Codde
Pieter Jacobsz Codde (Amsterdam, 11 dicembre 1599 – Amsterdam, 12 ottobre 1678) è stato un pittore olandese.

## Biografia
Attivo dal 1625 al 1646, sarebbe stato allievo di Frans Hals; lavorò ad Haarlem, a Leida e soprattutto ad Amsterdam; dipinse praticamente soltanto riunioni mondane, scene di interno e ritratti.
Tra le sue opere più importanti:
- Danza, Louvre, Parigi, 1627;
- Giocatori di tric-trac, Mauritshuis, L'Aia, 1635;
- Soldati nel corpo di guardia, Gemäldegalerie Alte Meister, Dresda, 1628;

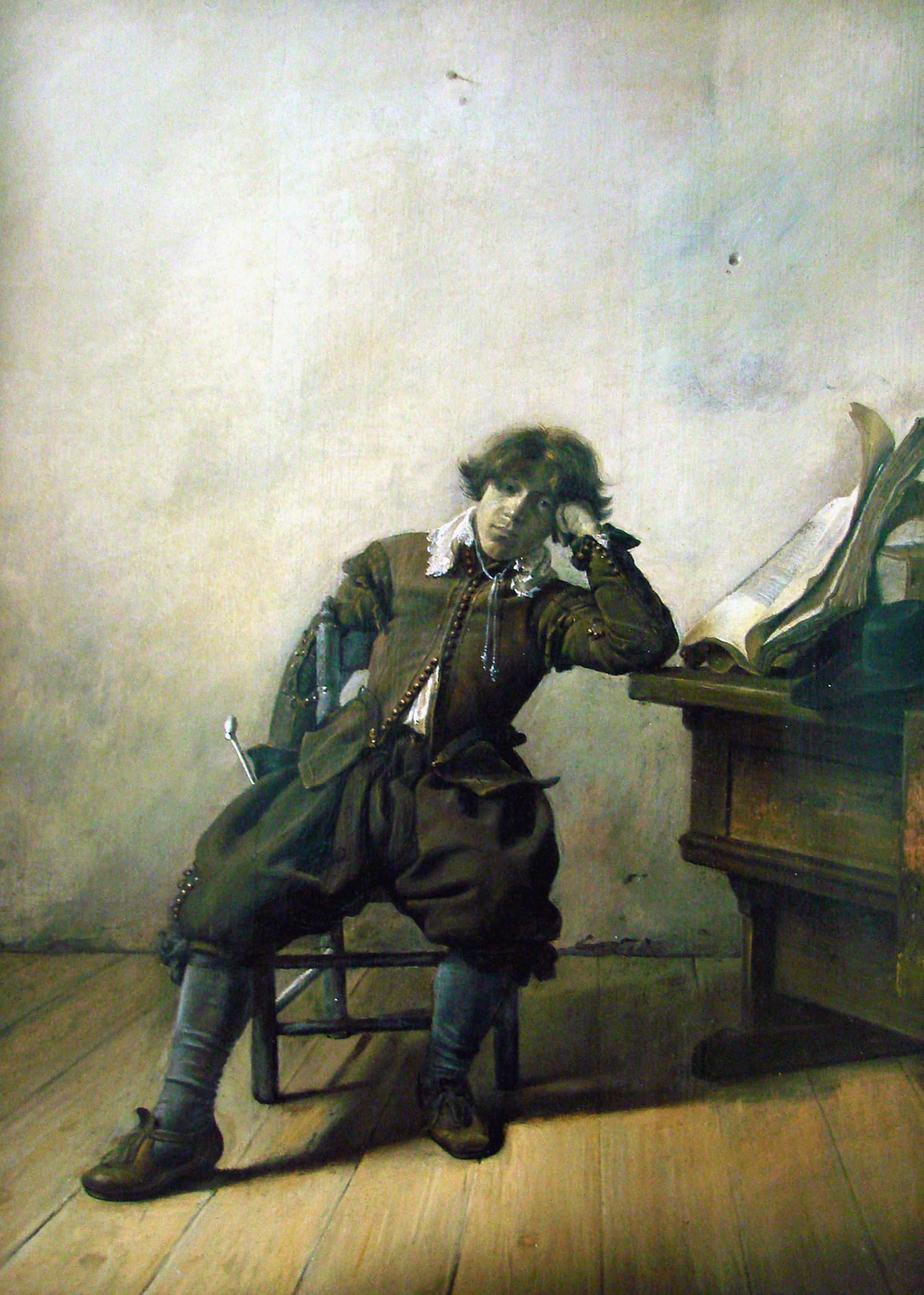
Contentarsi di poco ovvero La prima pipa, Palais des Beaux-Arts de Lille, Lilla, 1635 circa

- Contentarsi di poco ovvero La prima pipa, Palais des Beaux-Arts de Lille, Lilla, 1635 circa.

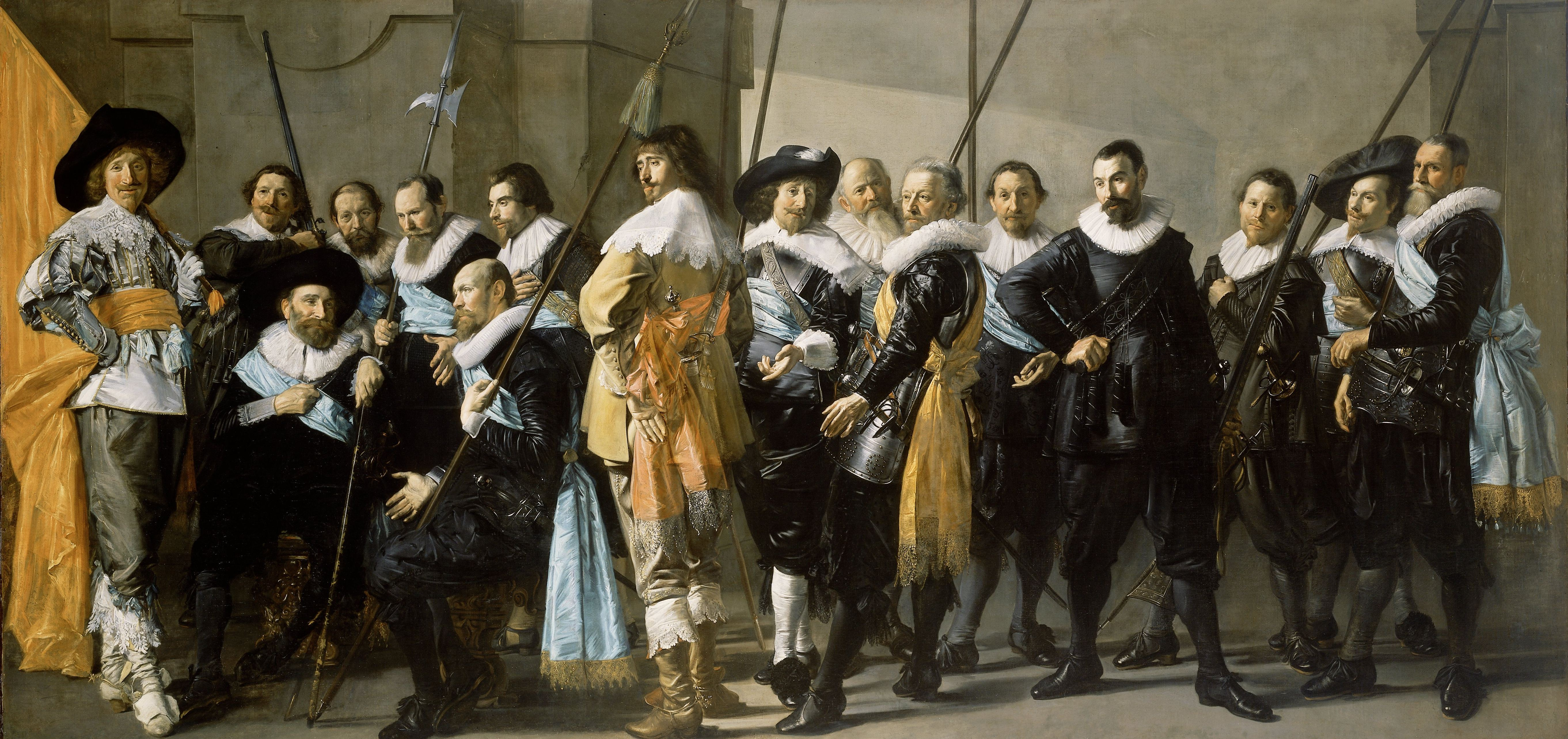
La compagnia del Capitano Reinier Reael e del Tenente Cornelis Michielsz, Rijksmuseum, Amsterdam

Nel 1637, dopo la morte di Hals, terminò La compagnia del Capitano Reinier Reael e del Tenente Cornelis Michielsz, Rijksmuseum, Amsterdam.
Maestro di Willem Duyster, Codde fu con Dirck Hals, Jan Molenaer, Jacob Duck, Willem Buytewech e Anthonie Palamedes uno dei pittori di conversazioni più caratteristici della corrente monocromista della prima metà del secolo d'oro. In lui si nota una raffinatezza dello stile ed un'aristocratica, se non proprio manieristica, scioltezza delle rappresentazioni; è particolarmente notevole l'impiego dei fondi gialli chiari e del nero satinato per gli abiti.